# 満月をさがして オリジナルサウンドトラック
『満月をさがして オリジナルサウンドトラック』（フルムーンをさがして オリジナルサウンドトラック）は、テレビ東京系列放映のテレビアニメ『満月をさがして』のオリジナル・サウンドトラックシリーズ。2002年8月28日から2003年2月13日までにEMIミュージック・ジャパンより発売されている。全2枚。

## Vol.1
『満月をさがして オリジナルサウンドトラック』は、テレビアニメ『満月をさがして』の1枚目オリジナル・サウンドトラック（TOCT-24836）。
概要
収録されている全25曲のうち、主題歌を除く全22曲BGMは椎名KAY太と武藤良明が作曲を担当。また、オープニングテーマ『I♥U』のマキシ・バージョンとエンディングテーマ『Myself』・『New Future』のShort Editも収録。
収録曲目
1. I♥U [3:44]
2. “森のおともだち” [2:29]
3. -再会- [2:33]
4. 死神マーチ [2:32]
5. ばれちゃった！？ [2:31]
6. われら泣く子もだます ねぎラーメン！ [0:20]
7. New Future 〜Full Moon Instrumental Version〜 [2:35]
8. めろこ参上！ [2:38]
9. ドキドキ 初仕事 [2:40]
10. もう会えないの？ [2:31]
11. 約束 [2:11]
12. お願い！タクト！ [0:30]
13. New Future [5:01]
14. 霊界からの指令 [2:42]
15. トラブル発生！ [2:36]
16. それでも歌いたい [2:23]
17. Myself 〜Final Instrumental Version〜 [3:45]
18. 夢のカケラ [3:11]
19. せまりくる影 [2:40]
20. タクトのテーマ [2:31]
21. うまくいかないなぁ [2:47]
22. めろめろ、ちぇーんじ！ [2:28]
23. 空を見上げて [3:09]
24. 小さなわたし [2:11]
25. Myself（Short Edit） [5:54]

## Vol.2
『満月をさがして オリジナルサウンドトラック Vol.2』は、テレビアニメ『満月をさがして』の2枚目オリジナル・サウンドトラック（TOCT-24918）。
概要
収録されている24曲のうち、主題歌を除く全22曲BGMは椎名KAY太と武藤良明が作曲を担当。また、オープニングテーマ『ROCK'N ROLL PRINCESS』とエンディングテーマ『ETERNAL SNOW』両曲のマキシ・バージョンを収録。キャストによる座談会とオリジナル・メッセージも収録。
収録曲目
1. ROCK'N ROLL PRINCESS [4:08]
2. 森の！おともだち劇場！ [1:05]
3. お仕事しましょ♥ [1:15]
4. 誓い [1:34]
5. Myself 〜Meroko's Vocal Version〜 [2:48]
6. ヤミナベ見参！ [1:10]
7. みえざるモノ [1:13]
8. 月の系譜 [1:27]
9. ETERNAL SNOW 〜ROUTE:L Version〜 [2:24]
10. 死神マーチ2 [1:26]
11. 守るべき人 [1:12]
12. 日だまりの中で [1:26]
13. ETERNAL SNOW 〜diamond dust madoka remix〜 [1:54]
14. 心のそばに [1:18]
15. めろめろ、めろ〜ん [1:28]
16. いずみのテーマ [1:25]
17. -罠- [1:32]
18. ETERNAL SNOW 〜Piano swing instrumental〜 [2:29]
19. 運命の日 [1:19]
20. 裁きの時 [1:30]
21. 緊急企画！？フルムーン座談会 [7:35]
22. ETERNAL SNOW [5:19]
23. オリジナル・メッセージ From Fullmoon [0:34]
24. Love Chronicle 〜Bright future instrumental〜 [2:38]